# Kesknõmme
Kesknõmme este o arie protejată (arie specială de conservare — SAC, sit de importanță comunitară — SCI) din Estonia întinsă pe o suprafață de 338,8 ha, integral pe uscat.

## Localizare
Centrul sitului Kesknõmme este situat la coordonatele 58°26′43″N 22°02′24″E / 58.4453°N 22.0399°E.

## Înființare
Situl Kesknõmme a fost declarat sit de importanță comunitară în aprilie 2004 pentru a proteja un număr necunoscut de specii din flora spontană și fauna sălbatică aflate în arealul zonei. Situl a fost protejat și ca arie specială de conservare în august 2005.

## Biodiversitate
Situată în ecoregiunea boreală, aria protejată conține 9 habitate naturale: Dune împădurite din regiunile atlantică, continentală și boreală, Turbării active, Mlaștini turboase de tranziție și turbării mișcătoare, Mlaștini calcaroase cu Cladium mariscus și specii de Caricion davallianae, Mlaștini alcaline, Taiga vestică, Păduri fino-scandinave bogate în ierburi cu Picea abies, Păduri de conifere pe eskere fluvioglaciare sau legate la acestea, Păduri caducifoliate de mlaștină fino-scandinave.
La baza desemnării sitului se află un număr nedeclarat de specii protejate.